# ألفرد غرين
ألفرد غرين (بالإنجليزية: Alfred E. Green) (و. 1889 – 1960 م) هو مخرج أفلام أمريكي، ولد في بيرريس، ريفيرسيدي، كاليفورنيا، توفي في هوليوود، عن عمر يناهز 71 عاماً.

## وصلات خارجية
- ألفرد غرين على موقع IMDb (الإنجليزية)
- ألفرد غرين على موقع الموسوعة البريطانية (الإنجليزية)
- ألفرد غرين على موقع ألو سيني (الفرنسية)
- ألفرد غرين على موقع أول موفي (الإنجليزية)
- ألفرد غرين على موقع قاعدة بيانات الأفلام السويدية (السويدية)
- ألفرد غرين على موقع إن إن دي بي (الإنجليزية)
- ألفرد غرين على موقع قاعدة بيانات الفيلم (الإنجليزية)
- ألفرد غرين على موقع كينوبويسك (الروسية)